# Sweetwater (rivier)
De Sweetwater is een zijrivier van de North Platte in de Amerikaanse deelstaat Wyoming. De rivier speelde in de negentiende eeuw een belangrijke historische rol bij de massa-emigratie naar het westen van de Verenigde Staten. De ruime omgeving van de rivier is zeer dunbevolkt. De rivier ontspringt in de bergketen van de Wind River Range.

## Geschiedenis
In 1812 werd South Pass ontdekt door verkenner Robert Stuart. Dit vormde een van de gemakkelijkste plaatsen om de Continental Divide over te steken. Bij South Pass scheidt de continentale waterscheiding het stroomgebied van de Sweetwater in het oosten van het stroomgebied van de Green River in het zuidwesten. Twaalf jaar later bevestigden bonthandelaars Jedediah Smith en Thomas Fitzpatrick de route via South Pass. Deze kon gemakkelijk bereikt worden via de Platte, North Platte en Sweetwater rivier doorheen het toenmalige nog niet door blanken bevolkte gebied van het latere Nebraska en Wyoming. De route langs de Sweetwater zou uitgroeien tot een gevestigde route en de basis vormen van de Oregon Trail, California Trail en Mormon Trail naar het westen.